# Clères
Clères – miejscowość i gmina we Francji, w regionie Normandia, w departamencie Sekwana Nadmorska.
Według danych na rok 1990 gminę zamieszkiwały 1254 osoby, a gęstość zaludnienia wynosiła 110 osób/km² (wśród 1421 gmin Górnej Normandii Clères plasuje się na 174. miejscu pod względem liczby ludności, natomiast pod względem powierzchni na miejscu 274.).